# Lądowisko Dąbrowa Górnicza-Szpital
Lądowisko Dąbrowa Górnicza-Szpital – lądowisko sanitarne w Dąbrowie Górniczej, w województwie śląskim, należące do Szpitala Specjalistycznego im. Sz. Starkiewicza, położone na terenie Zespół Szkół Muzycznych im. Michała Spisaka przy ulicy Wirgiliusza Grynia. Lądowisko oddalone jest od szpitala około 1,7km. Przeznaczone jest do wykonywania startów i lądowań śmigłowców sanitarnych i ratowniczych w dzień o dopuszczalnej masie startowej do 5700 kg. 
Zarządzającym lądowiskiem jest Urząd Miejski w Dąbrowie Górniczej. W roku 2012 zostało wpisane do ewidencji lądowisk Urzędu Lotnictwa Cywilnego pod numerem 148
Otwarte zostało w 2012.